# Syndrome d'Einstein
Le syndrome d'Einstein, ou parleur tardif (en anglais Late talker), désigne des personnalités exceptionnellement brillantes qui ont connu un retard dans l'acquisition du langage. Leurs caractères communs sont habituellement d'être des garçons, d'avoir des parents très éduqués, des familles douées pour la musique, des qualités de résolution d'énigmes et d'être en retard du point de vue social et verbal. De nombreux parleurs tardifs parmi les plus brillants étaient de fortes têtes dans leur enfance.
Le terme syndrome d'Einstein est créé par l'économiste Thomas Sowell et renvoie à Albert Einstein dont on dit souvent qu'il a parlé très tard, quoiqu'avec des preuves douteuses,. 
Sowell inclut aussi dans sa liste de parleurs tardif les mathématiciens Srinivasa Ramanujan et Julia Robinson, les physiciens Edward Teller et Richard Feynman, et les pianistes Clara Schumann et Arthur Rubinstein. Quand il était petit, le physicien australien John Clive Ward (en) présentait aussi les traits décrits par Sowell selon un court résumé de sa biographie.
Les parleurs tardifs sont souvent diagnostiqués à tort comme atteints de formes sévères d'autisme (non verbales ou à bas niveau de fonctionnement) et une évaluation professionnelle soignée est nécessaire pour établir un diagnostic différentiel, selon Darold Treffert et d'autres experts,. Une différence majeure entre les parleurs tardifs et les enfants autistes à bas niveau de fonctionnement est que les capacités de communications des parleurs tardifs finissent par atteindre un niveau normal et qu'ils ne nécessitent pas de traitement particulier pour le langage,. L'évolution des parleurs tardifs est généralement favorable, qu'ils soient traités ou non. Les retards d'acquisition du langage peuvent cependant aussi être des signes secondaires d'autisme ou d'autres troubles du développement comme un trouble du déficit de l'attention avec ou sans hyperactivité, un handicap mental, un trouble d'apprentissage, un trouble pragmatique du langage ou une dysphasie,,.
Sowell affirme que les parleurs tardifs sont souvent improprement diagnostiqués comme atteints de trouble du spectre de l'autisme et qu'une petite partie d'entre eux sont des enfants hautement intelligents dont les capacités communes sont concentrées sur la musique, la mémoire, les mathématiques ou la science.